# William de St-Alban
 (juillet 2023).
William de St-Alban (fl.  1178) est un moine bénédictin et hagiographe reconnu pour avoir écrit une histoire du martyre de Saint Alban, le premier ouvrage de ce type nommant Amphibalus, après Geoffrey de Monmouth.
Selon la préface du livre, Simon, l'abbé de St-Alban (1167-1188) demanda à William d'écrire La Passion de saint Alban (Passio sancti Albani) . St-Alban, au moment d'écrire le livre. mentionne que le corps d'Amphibalus n'a pas encore été retrouvé. La découverte du corps s'étant faite en 1178, l'ouvrage a été écrit avant cette date. William de St-Alban s'est inspiré des histoires racontées par Bède et Geoffrey de Monmouth. Il décrit son œuvre comme une traduction d'un livre en vieil anglais, similaire à l'affirmation de Geoffrey de Monmouth selon laquelle son De gestis Britonum est une traduction d'une œuvre ancienne.
Ralph de Dunstable a par la suite écrit une versification de La Passion de St-Alban. La "Vie de saint Auban" écrit par Matthieu Paris est une autre adaptation de ce texte.